# Ordre et bon sens

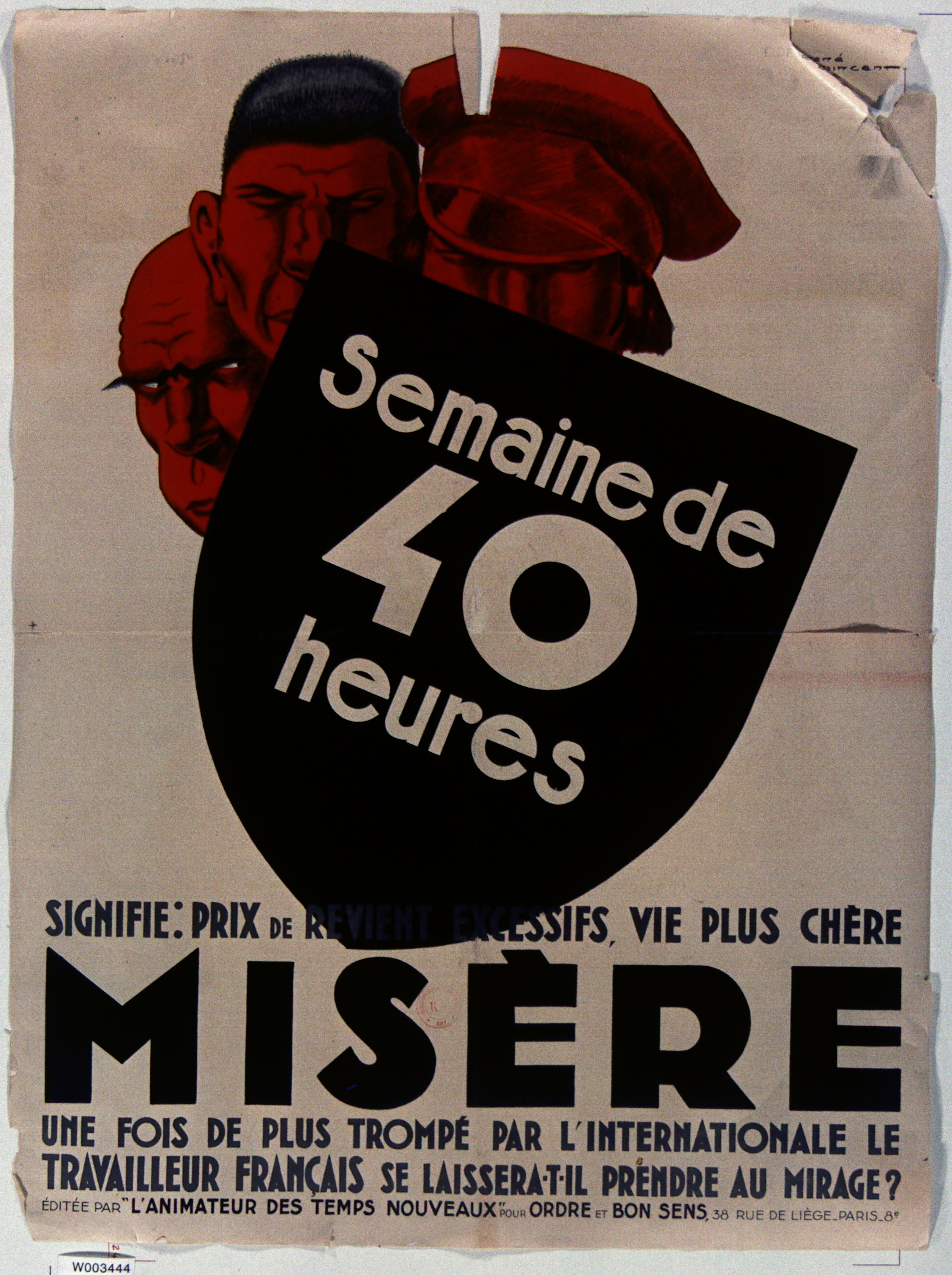
Affiche réalisée pour Ordre et bon sens par René Vincent en 1936

Ordre et bon sens était une organisation française de droite fondée en 1930 par le journaliste Louis Forest et présidée par Adolphe Javal (1873-1944). Soutenue par une partie du patronat français, elle était opposée à la réduction du temps de travail lors des réformes sociales du Front populaire